# Neoherminia ulricusalis
Neoherminia ulricusalis är en fjärilsart som beskrevs av Francis Walker 1858. 
Neoherminia ulricusalis ingår i släktet Neoherminia och familjen nattflyn. Inga underarter finns listade i Catalogue of Life.